# Televerket

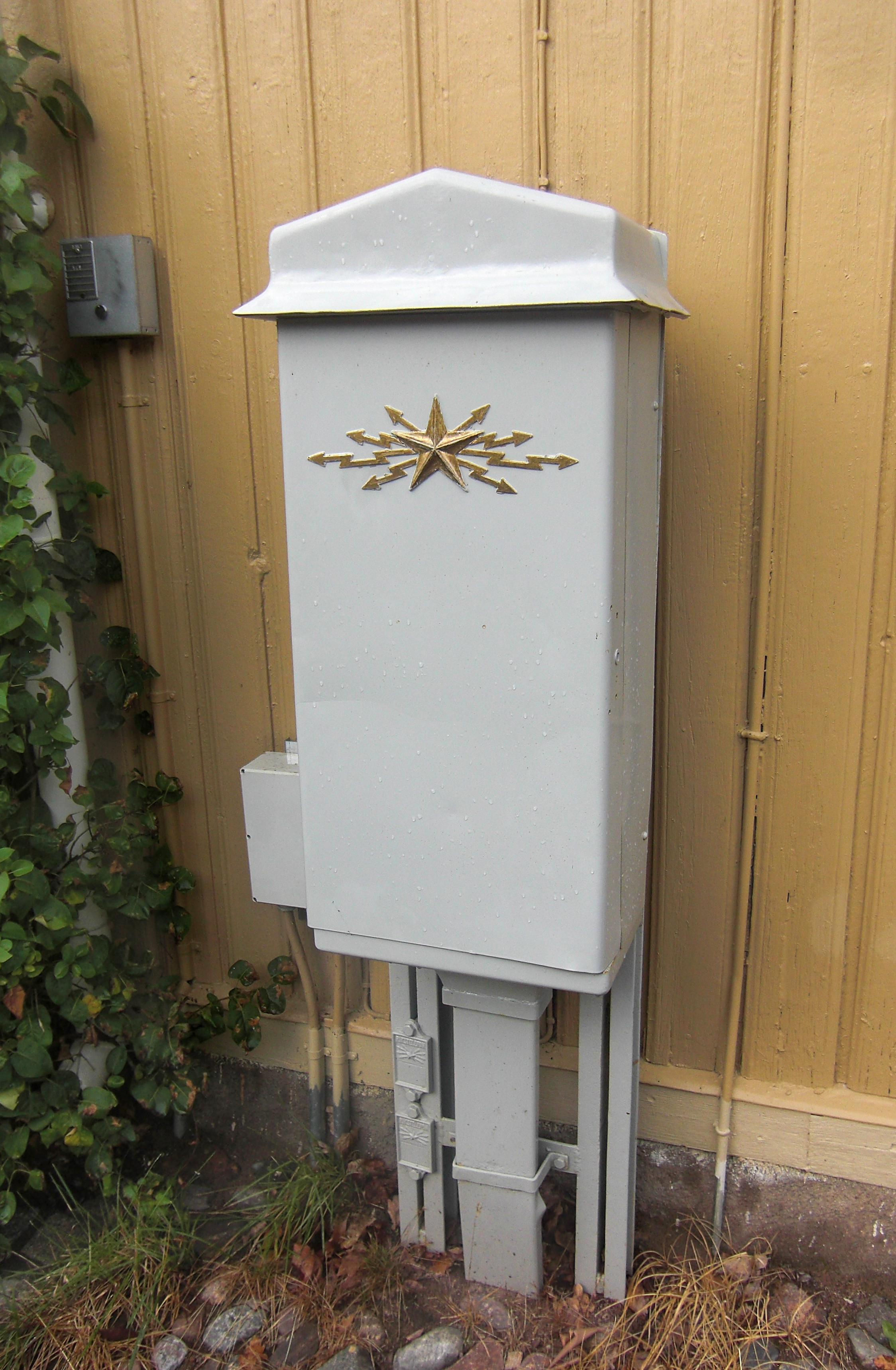
Ancien box téléphonique Televerket.

Televerket était le nom des opérateurs historiques de télécommunication en Norvège et en Suède. Il s'agit de deux entreprises distinctes. Cette homonymie est due au fait que le même mot signifie « les télécoms » en norvégien et en suédois.
Televerket en Norvège a pris son nom actuel de Telenor en 1994, quand elle a changé de statut. Avant de s'appeler Televerket, elle a porté le nom de Telegraphverket, de sa création en 1855 jusqu'en 1969.
Televerket en Suède a pris le nom de Telia en 1993 puis son nom actuel de TeliaSonera lors de sa fusion avec le finlandais Sonera en 2002.